# Garcinia mungotia
Garcinia mungotia là một loài thực vật có hoa trong họ Bứa. Loài này được Planch. ex Pierre mô tả khoa học đầu tiên năm 1883.